# Зеньковка
Зенько́вка — село в Константиновском районе Амурской области России. Административный центр и единственный населённый пункт Зеньковского сельсовета.

## География
Село Зеньковка стоит в среднем течении реки Холустай (правый приток реки Дим, бассейн Амура).
Село Зеньковка расположено к северо-востоку от районного центра Константиновского района села Константиновка.
Автомобильная дорога идёт через сёла Ключи, Нижняя Полтавка и Золотоножка, расстояние — 51 км.
На север от села Зеньковка имеется выезд на автодорогу областного значения Благовещенск — Тамбовка — Завитинск (Райчихинск); из окрестностей села Зеньковка на запад идёт дорога к селу Верхняя Полтавка.

## Население
| 2002 | 2010 | 2012 | 2013 | 2014 | 2015 | 2016 |
| ---- | ---- | ---- | ---- | ---- | ---- | ---- |
| 486  | ↘465 | ↘464 | ↘459 | ↘442 | ↘429 | ↗430 |
| 2017 | 2018 |      |      |      |      |      |
| ↗440 | ↘438 |      |      |      |      |      |

По данным переписи 1926 года по Дальневосточному краю, в населённом пункте числилось 136 хозяйств и 794 жителя (410 мужчин и 384 женщины), из которых преобладающая национальность — украинцы (120 хозяйств).

## Улицы
| - пер. Инженерный, - пер. Колхозный, - пер. Молодёжный, | - ул. Новая, - ул. Советская, - ул. Шоссейная. |

## Экономика
Сельскохозяйственные предприятия Константиновского района.